# Hallikere, Maddur
Hallikere là một làng thuộc tehsil Maddur, huyện Mandya, bang Karnataka, Ấn Độ.